# Agios Dimitrios, Elida
Agios Dimitrios (greacă Άγιος Δημήτριος) este un oraș în Grecia în prefectura Elida.

## Populație
| An   | Populație |
| ---- | --------- |
| 1981 | 474       |
| 1991 | 386       |
| 2001 | 433       |